# Johannes Weickhmann
Johannes Weickhmann (* 29. April 1819 in Löblau bei Danzig; † 28. August 1897 in Langfuhr/Danzig) war ein deutscher Marineoffizier. Im Deutsch-Französischen Krieg kommandierte er im Seegefecht in der Putziger Wiek die Korvette Nymphe, danach führte er mit der Korvette Augusta im Atlantik Kreuzerkrieg.

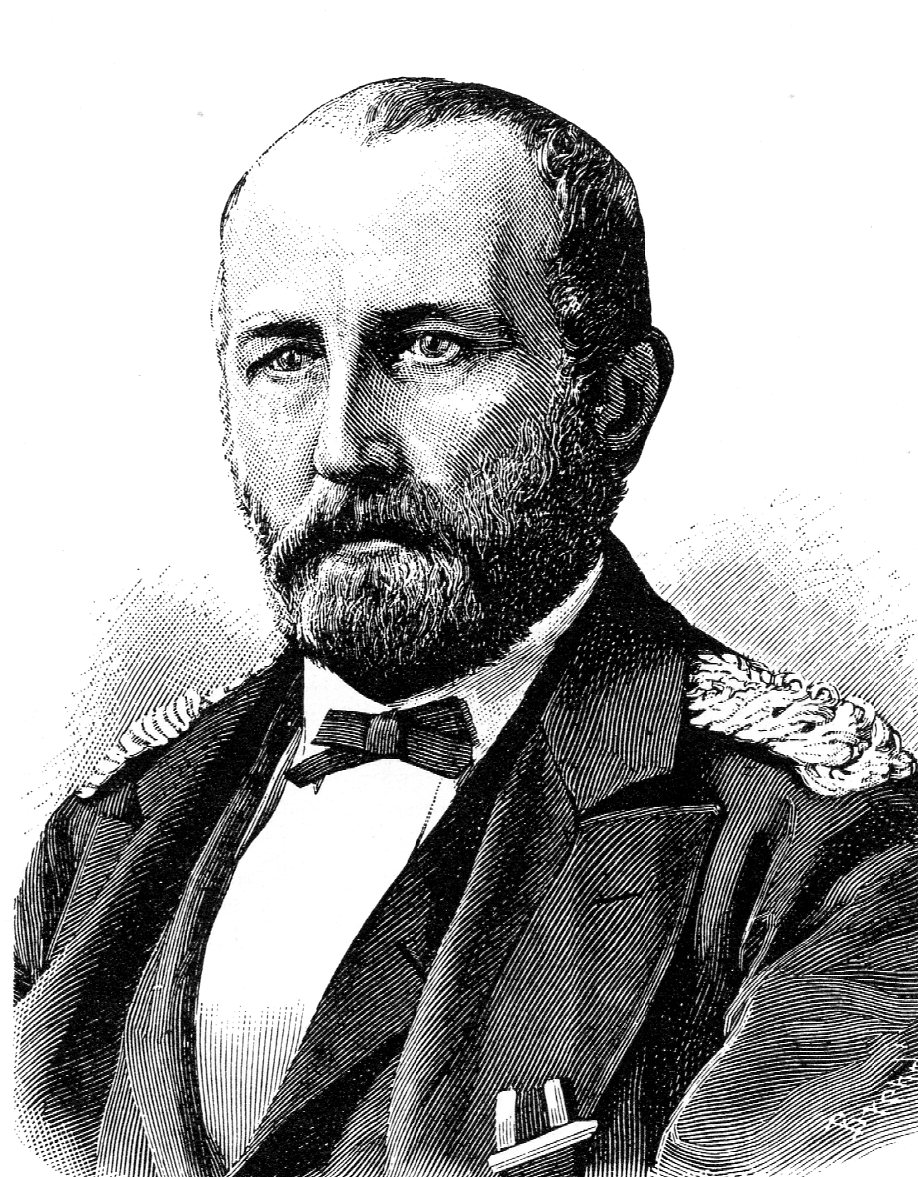
Kapitän zur See Johannes Weickhmann (1819–1897) um 1878

## Lebenslauf
Über Weickhmanns Leben und dienstliche Laufbahn ist wenig bekannt. Vermutlich stammte er, wie zahlreiche Offiziere der Preußischen Marine, aus der Handelsmarine. Er ist erstmals im 51. Lebensjahr im April 1870 als Korvettenkapitän und Kommandant der Brigg Musquito nachweisbar. Da die Musquito ein Schulschiff war, kann davon ausgegangen werden, dass Weickhmann als reiner Ausbildungsoffizier von der Handelsmarine übernommen worden war und über eine langjährige Berufserfahrung verfügte.
Im Juli 1870 wurde die Musquito aufgrund des Ausbruchs des Deutsch-Französischen Krieges außer Dienst gestellt, und Weickhmann übernahm die Korvette Nymphe, mit der er am  23. August das Seegefecht in der Putziger Wiek gegen Einheiten des französischen Ostseegeschwaders (Escadre de la mer Baltique) führte. Im Oktober übernahm er das Kommando über die Augusta und führte vor Irland und der französischen Atlantikküste bis Mair 1871 Kreuzerkrieg.
Anschließend kommandierte Weickhmann bis Oktober 1872 die Segelfregatte Niobe und führte eine Ausbildungsfahrt bis in die Karibik durch. Nach seiner Rückkehr wurde er im Oktober 1872 Oberwerftdirektor der Kaiserlichen Werft Kiel. Am 2. Mai 1874 wurde er zum Kapitän zur See zur See befördert. Er blieb bis Dezember 1877 Oberwerftdirektor und wurde am 19. März 1878 zur Disposition gestellt. Einzelheiten zum Ende seiner Dienstzeit sind nicht bekannt. Er verstarb am 28. August 1897 in Langfuhr bei Danzig.
Weickhmann war einer  der wenigen deutschen Marineoffiziere, die im Deutsch-Französischen Krieg das Eiserne Kreuz II. Klasse erhielten.